# Agent général du clergé de France
À partir de la fin du XVIe siècle et jusqu'à la révolution française, un agent général du clergé de France est un ecclésiastique désigné par ses pairs et chargé d'administrer l'Église de France.

## Historique
Les Agents généraux du clergé sont institués par l'Assemblée du clergé de Melun qui nomme les deux premiers lors de sa séance du 22 septembre 1579. Ils entrent en fonction pour une durée  de deux ans le 10 octobre et prêtent serment le 25 février 1580. À un rythme d'abord bisannuel, puis à partir de 1625,  quinquennal, les années se terminant par 0 ou 5, sauf en cas de convocation d'une « Assemblée générale extraordinaire », une Assemblée du clergé se réunit pour voter le don gratuit au roi, contribution aux finances du royaume et contrepartie de l'absence d'impôt sur le clergé. Les représentants des provinces ecclésiastiques du royaume font reconnaitre leur procuration et deux d'entre elles, à tour de rôle, proposent deux nouveaux candidats, le plus souvent des abbés, à la fonction « d'Agent » pour les cinq années à venir. Les deux Agents sortants sont chargés d'établir le compte rendu de l'activité de la période passée devant l'assemblée l'un comme « Promoteur » et l'autre en tant que « Secrétaire ». Le roi les fait le plus souvent bénéficier d'une promotion épiscopale après la fin de leur mandat. Entre deux sessions, les agents généraux sont les gestionnaires chargés de coordonner l'administration des propriétés foncières de l'Église (un quart des propriétés totales du royaume), d'intervenir dans le processus de fixation de la portion congrue et de faire face aux réclamations et conflits parmi les membres du clergé.

## Agents généraux du clergé de France
Entre parenthèses le nom de la province ecclésiastique présentatrice.  

### Premiers Agents
- 1579-1580 : Lallier de Saint-Loup et Jean Tiffaut, chanoine de Saint-Sernin de Toulouse.
- 1580-1582 : lors de l'Assemblée de 1582 les Agents sortants sont  M. Langlade, chanoine et camérier à Bazas et Georges Louet, chanoine et archidiacre d'Angers (Tours).
- 1582-1584 : Jean Le Roy, prieur de Dame-Sainte (Bourges) et Pierre de Seracin, doyen de Vienne (Vienne) ;
- 1584-1586 : Gabriel le Genevois, abbé de Mores, doyen de Langres (Lyon)  et Guy de Montrigaud, abbé de Notre-Dame de Châtillon (Bordeaux) ;
- 1586-1588 : Jean Dadré, chanoine et pénitencier de Rouen (Rouen) et Jean Tiffaut, chanoine de Saint-Sernin (Toulouse);
- 1588-1596 : Gérard Bellanger, chanoine de Saint-Sauveur d'Aix (Aix) et François Le Prévost, chanoine et trésorier de Rennes (Tours) ; Du fait des troubles dans le royaume ils exercent leur charge pendant huit années.
- 1596-1598 : Bernard de Barry, chanoine et archidiacre d'Auch, se démet en 1596 et est  remplacé par Jean de Bertier, chanoine et archidiacre de Toulouse (Auch) et Edme Mauljean, archidiacre de Gâtinais, chanoine et cloitrier de Sens (Sens) ;
- 1598-1600  : Jacques d'Argence, chantre et chanoine d'Embrun (Embrun) et Antoine Le Blanc, chanoine de Toulon en concurrence avec Pierre Saxi, chanoine d'Arles (Arles) ;
- 1600-1602 :  Jean Aubert, archidiacre de Reims (Reims) et Jean de Bertier, abbé de Saint-Sever, chanoine de Toulouse (Narbonne) ;
- 1602-1606  : Les mêmes Agents de nouveaux désignés par les Provinces ecclésiastiques  de Bourges et de Vienne puis en 1604 de  Lyon et de Bordeaux.
- 1606-1608 : Nicolas Chandon, doyen de Mâcon (Lyon) et Isaac de Lartigue, abbé de la Roë qui démissionne au profit de Michel Raoul, doyen de Saintes (Bordeaux) ;
- 1608-1610 : Martin le Pigny, chanoine et archidiacre de Rouen (Rouen)  et Pierre de la Roche, chanoine de Saint-Sernin (Toulouse).

### Règne de Louis XIII
- 1610-1612 : Jean Forget, chanoine et trésorier en l'église métropolitaine de Tours (Tours) et Alphonse Artault chanoine d'Aix (Aix)
- 1612-1614 : Martin de Racine, abbé de la Vernusse (Sens) et Pierre de Behety, abbé de Sainte-Grace (Auch) ;
- 1615-1617 : Joseph d'Almas (Embrun) et Honoré Sabatier, archiprêtre d'Arles (Arles) ;
- 1617-1619 : Jean Aubert (Reims) et Claude de Saint-Bonnet de Toiras (Narbonne) ;
- 1619-1621 : Claude de Saint-Bonnet de Toiras (Bourges) et Michel Dalmeras, doyen de Grignan (Vienne) ;
- 1621-1623 : Claude Blondeau abbé d'Oigny (Lyon) et Pierre de Peyrissac chanoine de la cathédrale Saint-André de Bordeaux (Bordeaux) ;
- Pas d'Assemblée générale du clergé en 1623 et donc pas de nomination par les Provinces ecclésiastiques de Rouen et de Toulouse.

### Règne de Louis XIII (suite)
- 1625-1630 : Jean-Michel de Saint-Sivié (Toulouse) et Alphonse de Breteuille († 1628) puis Étienne Moreau (1629-1630) (Rouen) après Assemblée extraordinaire de 1628 ;
- 1630-1635 : Bernard de Sariac abbé de Paimpont ( Tours) et Jean de Bertet prieur de Moustiers (Aix), en l'absence d'Assemblée Générale du Clergé en 1630 ;
- 1635-1641 : Pierre de Broc (1635-1637) puis Charles de Berland (Paris) avec en opposition Denis de La Barde (Sens) et par ailleurs Jean-Philippe de Bertier (Auch);
- 1641-1645 : Jacques Adhémar de Monteil de Grignan (Arles) et Louis d'Hugues évincé au profit de Charles de Berland (1641-1643) (Embrun).

### Règne de Louis XIV
- 1645-1650 : Michel Tubeuf en compétition avec Louis Odespung de La Meschinière (Reims) et l'abbé François Barthelemy de Beauregard, Prieur de Saint-Pierre de Romejan (Narbonne) ;
- 1650-1655 : Bernard Coignet de Marmiesse (Bourges) et l'abbé Théophile du Chemin de Lauraet puis Henri de Villars (Vienne) ;
- 1655-1660 : Charles du Bouzet de Roquépine (Lyon) et Mathieu Thoreau (Bordeaux) ;
- 1660-1665 : Michel Colbert de Saint-Pouange (Rouen) et Abbé Paul de Faget en compétition avec l'Abbé Jean Louis de Murviel (Toulouse)
- 1665-1670 : Sébastien de Guémadeuc (Tours) et Charles de Lionne abbé de Lesseins (Aix) ;
- 1670-1675 : François de Barthélemy de Gramont (Auch) et Hardouin Fortin de la Hoguette (Sens et Paris) Armand-Anne-Tristan de La Baume de Suze secrétaire lors de l'Assemblée de 1675 ;
- 1675-1680 : Louis-Joseph Adhémar de Monteil de Grignan (Arles) et Louis-Alphonse de Valbelle (Embrun) ;
- 1680-1685 : Jean-Baptiste-Armand Bazin de Bezons (Narbonne) et Jacques Desmarets (Reims) ;
- 1685-1690 : Jacques-Antoine Phélypeaux (Bourges) et Henri-Félix de Villars (Vienne) ;
- 1690-1695 : Jean-Henri d'Anglure de Bourlémont (Bordeaux) et Louis d'Aquin (1690-1693) (Lyon) puis l'abbé Joseph-Hyacinthe de Broglie (1693-1695) (Toulouse);
- 1695-1700 : Charles-Maurice Colbert de Villacerf (Toulouse) et Charles-Joachim Colbert de Croissy (1695-1697) puis Pierre de Langle (1697-1698) puis Vincent-François Desmarets (1698-1700) pour Rouen ;
- 1700-1705 : Gabriel de Cosnac (1700-1701) puis Balthasar Phélypeaux (1702-1705) (Aix) et Charles Andrault de Maulévrier-Langeron (Tours) ;
- 1705-1710 : Charles Andrault de Maulévrier-Langeron (Sens) et Bernard de Poudenx (1705-1707) puis Dominique Barnabé Turgot de Saint Clair (1708-1710) (Auch)
- 1710-1715 : Anne-François-Guillaume du Cambout de Beçay (Paris) et Charles-Maurice de Broglie (Albi)

### Règne de Louis XV
- 1715-1720 : Charles-Guillaume de Maupeou (Arles) et Charles-Maurice de Broglie (Embrun) ;
- 1720-1725 : Jean-Baptiste de Brancas (Reims) et  Jean-François de Machéco de Bremeux (Narbonne) ;
- 1725-1730 : Henri-Constance de Lort de Sérignan de Valras et Guy Joseph de Maugiron abbé d'Ambronay (Vienne) ;
- 1730-1735 : Emmanuel-Henri-Timoléon de Cossé-Brissac et Henri-Constance de Lort de Sérignan de Valras (1730-1732) puis Joseph-Gaspard-Gilbert de Chabannes (1732-1735) ;
- 1735-1740 :  Bernardin-François Fouquet (Toulouse) et Pierre Hyppolite du Vivier de Lansac (Rouen) ;
- 1740-1745 : Louis-Jacques Chapt de Rastignac (Tours) et Louis-Henri Fogasses de la Bastie ;
- 1745-1750 :  Élisabeth-Théodose Le Tonnelier de Breteuil et Aymard-Michel Chrestien de Nicolaï ;
- 1750-1755 : Jean de La Croix de Castrie et Joseph Jean-Baptiste Gaspard Hubert de Coriolis d'Espinouse abbé des Écharlis (Paris) ;
- 1755-1760 : Pierre VII Chapelle de Jumilhac de Cubjac et Louis Athanase des Balbes de Berton de Crillon abbé de Grandselve (Embrun) ;
- 1760-1765 : Antoine-Éléonor-Léon Leclerc de Juigné (1760-1764) puis Emmanuel-François de Bausset-Roquefort (1764-1765) et Charles de Broglie abbé de Lachalade (Reims) ;
- 1765-1770 : Jérôme Champion de Cicé et César Guillaume de La Luzerne (Vienne);
- 1770-1775 : Jacques-Joseph-François de Vogüé et Jean Marie du Lau d'Allemans ;

### Règne de Louis XVI
- 1775-1780 : Pierre-Louis de la Rochefoucauld et Louis de Jarente de Sénas d'Orgeval ;
- 1780-1785 : Charles-Maurice de Talleyrand-Périgord et Thomas de Boisgelin de Kerdu  ;
- 1785-1789 : François-Xavier-Marc-Antoine de Montesquiou-Fézensac (Auch) et Louis-Mathias de Barral (Sens).
- 1790-1790 :  Charles-Alexandre de Damas d'Antigny, abbé commendataire d'Hérivaux et Pierre François Martial de Loménie de Brienne, abbé commendataire de Jumièges ; sont désignés mais n'entrent jamais en fonction du fait de l'adoption de la Constitution civile du clergé